# ¿Qué apostamos?
¿Qué apostamos? è stata una trasmissione televisiva spagnola andata in onda dal 1993 al 2008 su La 1 e FORTA ed e basato sulla versione originale tedesca Wetten, dass..?.

## Premi e nomination
| Anno | Premio            | Categoria                                           | Risultato       |
| ---- | ----------------- | --------------------------------------------------- | --------------- |
| 1995 | Premios TP de Oro | Concurso                                            | Candidato/a     |
| 1996 | Premios TP de Oro | Concurso                                            | Candidato/a     |
| 1997 | Premios TP de Oro | Concurso                                            | Vincitore/trice |
| 1998 | Premios ATV       | Programa de entretenimiento: variedades y concursos | Candidato/a     |